# Гебелейзис
Гебелейзис (Gebeleїzis, Gebelexis) — бог грозы у даков. Геродот отождествлял его с Залмоксисом.
Считается, что его имя происходит от индоевропейского корня *g’heib (свет, молния). Вероятнее всего, на начальном этапе истории даков, существовало два различных культа, а позднее культы двух богов слились.
В 1935 году П. Кречмер сделал лингвистический анализ, который показал что «Zemelo» (из греко-фригийских надгробий в Малой Азии), фракийское «Zemelen» (земля) и Семела (богиня Земли, мать Диониса) восходят к единому «g’hemel» — «земля, почва, принадлежащий земле» (сравни авестийское «zam», земля, литовское «žemė», латышское «zeme», древнепрусское «sama», «semme», древнеславянское «zemlja», земля, страна. Далее, Кретчмер, опираясь на сообщения Геродота, пытался связать Залмоксиса с Гебелейзисом и предполагал, что Гебелейзис — фракийское имя, а в Залмоксис — скифско-фракийское имя-гибрид одного и того же бога. Данная этимология Кретчмера была подвергнута критике Руссу и другими учёными. Тем не менее, понятно, что геты (дако — геты) верили в единого бога, называемого одними Залмоксисом, а другими Гебелейзисом. Предполагается, что Гебелейзис прошёл общеизвестную эволюцию: из небесного бога типа Дьяуса он превратился в бога бури, а затем в бога плодородия как Зевс или Баал.